# Lakna
Lakna, née le 30 novembre 1997 à Genève, est le nom de scène d'une chanteuse RnB, auteur-compositrice-interprète, binationale suisse et burkinabé.

## Biographie

### Origines et famille
Lakna Zerbo, naît le 30 novembre 1997 à Genève. Son nom de scène, qui correspond à son prénom au civil et signifie « ce que Dieu veut », s'écrit également en majuscules (LAKNA).
Elle est binationale suisse et burkinabé. Son père est un musicien de rue griot burkinabé, ; sa mère, Esther Moret, est une comédienne genevoise et une psychomotricienne. Elle a un frère et une sœur qui vivent au Burkina Faso.
Elle passe les dix premières années de sa vie à Genève, puis vit dans la campagne fribourgeoise, à Treyvaux. Après le collège, elle emménage seule à Fribourg et prend une année sabbatique pour se lancer dans la musique. 

### Parcours artistique
Elle prend ses premiers cours de piano en 2003 et ses premiers cours de chant en 2017. Elle chante en français. Elle étudie brièvement à la Gustav Academie en 2019. Elle a alors un groupe de reprises et fait partie d'une chorale qui chante notamment du jazz. 
Son premier EP, intitulé Patchwork et réalisé en 2017-2018, sort en 2019. Il se rapproche de la pop anglo-saxonne. Elle passe au français et au RnB à partir de son deuxième EP, Univers observable, sorti en 2021. Elle y évoque « ses ruptures amoureuses, son rapport à la mort, son identité de métisse ».  
Elle décide de se consacrer entièrement à la musique en 2020, en pleine pandémie de COVID-19, abandonnant dans la foulée ses études à l'Université de Lausanne (psychologie puis relations internationales). Elle signe la même année un contrat avec le label MonLausanne Production. 
Elle joue au Montreux Jazz Festival en 2022 et au Paléo Festival Nyon en 2024.

### Vie privée
Elle se déclare bisexuelle et vit en couple depuis 2021 avec le militant trans Léon Salin. Elle habite Paris depuis avril 2024. 
Elle porte un cauri sur son front. 

## Discographie

### EP
- 2019 : Patchwork[6]
- 2021 : Univers observable[6]
- 2023 : Tsunami[12]
- 2024 : UTC-0[6]

### Monoplage
- 2019 : Shelter[3]
- 2021 : De l'or[2]
- 2022 : LA LA LAND[3]